# Baseball (videogioco)
Baseball (ベースボール?) è un videogioco sportivo basato sull'omonimo sport di squadra, pubblicato nel 1983 da Nintendo per Nintendo Entertainment System. Il titolo è stato uno dei giochi di lancio della console sia in Giappone che negli Stati Uniti d'America, dove venne commercializzato nell'ottobre 1985.

## Modalità di gioco
In Baseball possono giocare fino a due giocatori. Ogni giocatore può selezionare una squadra tra le sei disponibili. Sebbene non vi sia alcuna differenza tra loro se non per il colore delle uniformi, sono destinate a rappresentare i sei membri della Central League giapponese. Per la versione americana, le lettere delle squadre sono state modificate per assomigliare maggiormente ad alcune delle squadre della Major League Baseball, più precisamente:
- A: Oakland Athletics
- C: St. Louis Cardinals
- D: Los Angeles Dodgers
- P: Philadelphia Phillies
- R: Kansas City Royals
- Y: New York Yankees

## Altre versioni
Baseball fu un titolo di grande successo, e fu convertito in varie versioni in più piattaforme:
- Famicom Disk System - questa versione fu pubblicata nel 1986; grazie all'uso di floppy disk come supporto, questa versione aggiunge la possibilità di salvare la partita.
- Arcade - pubblicato col nome di Vs. Baseball per la sua maggiore difficoltà, aveva una grafica migliorata rispetto alla versione NES, ed aggiungeva alcuni discorsi udibili in determinati momenti o dopo il compimento di determinate azioni.
- Game Boy - pubblicata sia in Giappone che in America nel 1989, questa versione non presenta differenze dalla versione originale, se non per le musiche, che sono state cambiate. Baseball, insieme a Super Mario Land e Tetris, fu uno dei titoli di lancio del Game Boy.

Il titolo fu inoltre portato su e-Reader e Virtual Console, sia su Wii che su 3DS: le versioni su e-Reader e su Wii Virtual Console sono identiche alla versione NES, mentre quella pubblicata su 3DS Virtual Console è uguale alla versione per Game Boy. Il gioco appare inoltre in Animal Crossing, come uno dei numerosi minigiochi; questa versione è uguale a quella per NES. Baseball è uno dei giochi inclusi nel catalogo NES di Nintendo Switch Online.